# Jacutinga (Río Grande del Sur)
Jacutinga es un municipio brasileño del estado de Rio Grande do Sul. El nombre Jacutinga surge por la existencia de varias aves de la especie Pipile jacutinga en la región.

## Historia
Jacutinga comenzó a ser colonizada alrededor de 1891 cuando un grupo de judíos comenzó a poblar la región. La ciudad de Jacutinga tuvo su origen en la Hacienda Quatro Irmãos.

## Demografía
Su población estimada para el año 2004 era de 3.939 habitantes.

## Geografía
Ocupa una superficie de 179,3 km². Está ubicada en el norte del estado y pertenece a la macrorregión del Noroeste de Rio-Grandense ya la microrregión de Erechim.

## Economía
Jacutinga creció económicamente gracias a empresarios que invierten en silos para almacenar el cereal cosechado. Cuenta con industrias de dulces, muebles y camisería, entre otras.
El mayor evento comercial que se realiza en el municipio es la Exposición de Comercio, Industria y Agricultura (Expocija), donde varios expositores locales muestran lo mejor de los productos coloniales y artesanales. El evento se lleva a cabo cada dos años y es considerado uno de los eventos más grandes en el norte del estado.

## Turismo
Uno de sus principales atractivos turísticos es el Eco Parque da Usina. Las familias suelen pasan días acampando, utilizando el parque infantil, haciendo caminatas y visitando las ruinas de la antigua central hidroeléctrica. El parque está abierto a todos, todo el año.
Un evento turístico importante en el municipio es el Chopp Festival.